# 1836 w sztukach plastycznych
Wydarzenia w sztukach plastycznych i wizualnych w 1836 roku.

## Urodzili się
- 8 stycznia - Lawrence Alma-Tadema (zm. 1912), holenderski malarz
- 13 stycznia - Giuseppe Abbati (zm. 1868), włoski malarz
- 14 stycznia - Henri Fantin-Latour (zm. 1904), francuski malarz i grafik
- 24 lutego - Winslow Homer (zm. 1910), amerykański malarz, grafik i ilustrator
- 31 maja - Jules Chéret (zm. 1932), francuski malarz i grafik
- 6 września - John Atkinson Grimshaw (zm. 1893), angielski malarz
- 15 października - James Tissot (zm. 1902), francuski malarz
- 14 listopada - Michał Elwiro Andriolli (zm. 1893), polski rysownik, ilustrator i malarz
- 13 grudnia - Franz von Lenbach (zm. 1904), niemiecki malarz
- 24 grudnia - Joaquín Agrasot (zm. 1919), hiszpański malarz
- Luis Álvarez Catalá (zm. 1901), hiszpański malarz
- Feliks Brzozowski (zm. 1892), polski malarz, rysownik oraz ilustrator

## Zmarli
- 10 lutego - Marie-Anne Paulze Lavoisier (ur. 1756), francuska ilustratorka i tłumaczka
- 20 kwietnia - Robert Seymour (ur. 1798), brytyjski rysownik, ilustrator, karykaturzysta
- 24 maja - Valeriano Salvatierra (ur. 1789), hiszpański rzeźbiarz
- 17 października - Oriest Kiprienski (ur. 1798), rosyjski malarz, grafik i rysownik
- 17 listopada - Antoine Charles Horace Vernet (ur. 1758), francuski malarz i litograf